# Fissidens speluncae
Fissidens speluncae är en bladmossart som beskrevs av Brotherus in Herzog 1910. Fissidens speluncae ingår i släktet fickmossor, och familjen Fissidentaceae. Inga underarter finns listade i Catalogue of Life.